# Iridisite
L'iridisite è un raro minerale non riconosciuto dall'Associazione Mineralogica Internazionale (IMA) appartenente alla famiglia dei minerali "solfuri" con composizione chimica (Ir,Cu,Rh,Ni,Pt)S2.

## Caratteristiche
L'iridisite possiede durezza Mohs pari a 7 come il quarzo, minerale di riferimento; il minerale ha colore grigio acciaio e possiede lucentezza metallica. Cristallizza nel sistema cubico nel gruppo spaziale Pa3 (gruppo nº 205) con i parametri reticolari a = 5,635 Å, oltre ad avere 8 unità di formula per cella unitaria.

## Modificazioni e varietà
La β-iridisite è una varietà di iridisite con composizione chimica (Ir,Cu,Rh,Ni,Pt)1-xS2 dove x < 0,25; è stata trovata in rocce ultramafiche in paragenesi con cromite, magnetite, ilmenite, zircone, oro nativo, galena e PGM. Si presenta in granuli diffusi simili a gusci.
I suoi parametri reticolari sono a = 5,617 - 5,64 Å e possiede 4 unità di formula per cella unitaria.

## Origine e giacitura
L'iridisite è un minerale molto raro ed è stata trovata nei pressi di Gaositai nella contea di Chengde nello Hebei (in Cina) e nel fiume Aunik nella Repubblica di Buriazia (in Russia).